# ピート・ロック
ピート・ロック（本名：ピーター・フィリップス（英語：Peter Phillips）、1970年6月21日-）は、アメリカ合衆国・ブロンクス区出身のヒップホップ DJ、プロデューサー、ラッパーである。
1990年代初頭に、ピート・ロック＆CLスムースの1人として、頭角をあらわしてきた。コンビ解消後も活躍を続け、世界的な名声を博している。
彼は、ヒップホップがジャズの要素を取り入れていく際、ステッツァソニック、ア・トライブ・コールド・クエスト、ギャング・スターなどと共に、大きな役割を果たした。ヒップホップの歴史の中で、最も偉大なるプロデューサーに数えられる共に、DJプレミアやRZAと共に、1990年代のイースト・コースト・ヒップホップを支えてきた人物として言及されることも多い。
彼はヘビーDのいとこでもある。

## 概要

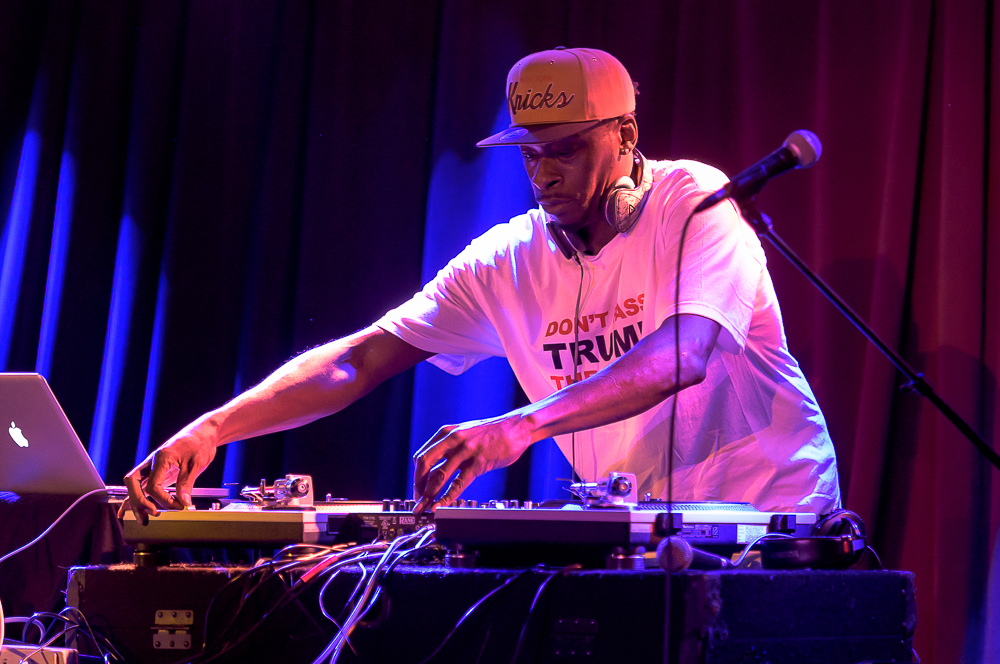
2016年にブルックリン・ボウルで開催されたイベント "Rhazel and Friends" にて。

ピート・ロックは10代の頃からマーリー・マールのラジオ番組(WBLSが放送していた"In Control With Marley Marl")に出演するなど、早い段階から音楽の才能を開花させていた。そんな彼は1991年、21歳のとき、二歳年上の友人Corey Penn (後のC.L. Smooth) と共に、レコード会社の Elektra と契約を結ぶ。その後、二人はデュオの名前を Pete Rock & C.L. Smooth と改め、デビューアルバムから成功を収め続けた。
特にそのソウル色の濃いトラックは人気が高く、ヒップホップ最高のプロデューサーとしてピート・ロックの名を挙げる人も多い。アンバサダーズの「アイ・ガット・ザ・ラブ」をバックトラックに使用した曲「エイント・ガット・ザ・ラブ」などは、彼のソウルフルなセンスをよく表現している。また彼はジェームス・ブラウンらのファンクも大好きで、フェイバリットアルバムに70年代のファンク作品をあげている。

## 主なプロデュース曲
- Pete Rock & C.L. Smooth - They Reminisce Over You (T.R.O.Y.) (1992)
- Nas - The World is Yours (1994)
- Pete Rock & C.L. Smooth - I Get Physical (1994)
- I.N.I. - Fakin' Jax (1995)
- AZ - Rather Unique (1995)
- Large Professor/Pete Rock-The Rap World  (1996)

## トリビア
- ピート・ロックのニックネームは数多く存在するが、その中でも有名なものに “Soul Brother No. 1”、“The Creator” などがある。

## 公演

### 日本
日本でも今なお高い人気を誇っているため、度々来日を果たしている。
- 2005年
  - 「Pete Rock Japan Part 4」
- 2009年
  - 「Pete Rock Japan Tour 2009」
- 2010年
  - 「Manhattan Records 30th Anniversary exclusive event DJ Premier VS Pete Rock - A Legendary DJ Battle」
    - DJプレミアとの対決形式のライブを行う。
- 2011年
  - 「Roy Ayers featuring Pete Rock」
    - ジャズミュージシャン、ヴィブラフォン奏者のロイ・エアーズとのライブ。

他多数